# Копанец (Белгородская область)
Копанец — хутор в Луценковском сельском поселении Алексеевского района Белгородской области.

## География
Хутор расположен на юго-востоке Алексеевского района, примерно в 35 километрах (по шоссе) от районного центра города Алексеевка, высота центра селения над уровнем моря — 239 м, на 2017 год в Копанце числится 3 улицы — Весёлая, Прудовая и Солнечная, имеется сельский клуб, магазин Алексеевского райпо.
Улицы и переулки
| - ул. Веселая - ул. Прудовая - ул. Солнечная |

## Население
| 1859 | 1897  | 2002 | 2010 |
| ---- | ----- | ---- | ---- |
| 1010 | ↗1158 | ↘227 | ↘190 |

## История
Упоминается в «Памятной книжке Воронежской губернии за 1887 год» как «слобода Копанецъ» Луценковской волости Бирюченского уезда. Число жителей обоего пола — 1254, число дворов — 126.

## Известные люди
Ивахнова, Мария Тимофеевна (1924 — ?) — передовик советского сельского хозяйства, Герой Социалистического Труда (1951), родилась в 1924 году в с. Копанец.